# Xuân Hòa, Thanh Hóa
Xuân Hòa là một xã thuộc huyện Thọ Xuân, tỉnh Thanh Hóa, Việt Nam.
Xã Xuân Hòa có diện tích 6,66 km², dân số năm 1999 là 
7294 người,
thôn Thượng Vôi có di tích Đền Quốc Mẫu Phạm Thị Ngọc Trần. Vợ vua Lê Lợi Mẹ vua Lê Thái Tông.
thôn Kim ốc có 3 di tích cách mạng,
khu di tích nhà ông Hồ Văn Niêm là nhà in tỉnh bộ Thanh Hóa năm 1940.
Khu di tích Hồ Sỹ Nhân : là nhà in 
Tỉnh bộ Thanh Hóa năm 1940. Nuôi gấu nhiều cán bộ cách mạng trong đó có đồng chí Mười Cúc.Sau này là bí thư Nguyễn Văn Linh.
Nhà ông Khương Bá Chí
Là nhà in của tỉnh bộ Thanh Hóa năm 1940.
 mật độ dân số đạt 1095 người/km².